# Липовка (Харьковская область)
Липовка (укр. Липівка) — село,
Ольшанский сельский совет,
Двуречанский район,
Харьковская область, Украина.
Село ликвидировано в ? году.

## Географическое положение
Село Липовка находится в начале балки Яр Косарский, примыкает к восточной части села Першотравневое.

## История
- Село присоединено к селу Першотравневое в ? году.